# Фери фантом
Фери фантом (енгл. Fairey Fantome) је британски ловачки авион. Први лет авиона је извршен 1935. године. 

Размах крила је био 10,52 метара а дужина 8,41 метара. Маса празног авиона је износила 1134 килограма а нормална полетна маса 1869 килограма. Био је наоружан са једним 20 мм топом и 2 митраљеза 7,7 мм Браунинг.

## Наоружање
| Наоружање авиона: Фери фантом  |          |
| Ватрено (стрељачко) наоружање  |          |
| Топ                            |          |
| Број и ознака топа             | 1        |
| Калибар                        | 20       |
| Митраљез                       |          |
| Број и ознака митраљеза        | 2        |
| Калибар                        | 7,62     |
| Бомбардерско наоружање (бомбе) |          |
| Класичне авио бомбе            | до 50 кг |
| Ракетно наоружање (ракете)     |          |